# ニコラ・シュトゥリッチ
ニコラ・シュトゥリッチ（セルビア語: Никола Штулић, ラテン文字転写: Nikola Štulić、2001年9月8日 - ）は、セルビアとクロアチアのサッカー選手。ポジションはフォワード。

## 経歴

### パルチザン・ベオグラード
2020年6月14日のセルビア・スーペルリーガ、FKチュカリチュキ戦でパルチザン・ベオグラードのトップデビューを果たした。
同年7月、初のプロ契約となる4年契約を締結した。

### シャルルロワ
2023年1月31日、3年半契約でシャルルロワSCに移籍した。